# Johan Magnus Lindgren
Johan Magnus Lindgren, född 20 februari 1817 i Länghems församling, Älvsborgs län, död 29 september 1890 i Ljungby församling, Kalmar län, var en svensk jurist och politiker.
Lindgren var häradshövding i Södra Möre domsaga. Han var ledamot av riksdagens första kammare 1875–1880, invald i Kalmar läns södra valkrets.